# Тайна история на монголите
„Тайна история на монголите“ е най-старото известно монголско литературно произведение. Книгата описва живота на Чингис хан и първите години на Монголската империя. Написана е от неизвестен автор малко след смъртта на Чингис хан през 1227.
Първоначалният текст е писан на монголски със староуйгурска азбука. Всички оцелели до днес ръкописи са варианти на значително по-късна китайска транслитерация от 14 век. Книгата става известна в Европа с руския превод, направен от китаиста Паладий Кафаров, а на английски е публикувана за пръв път едва през 1982.
Отделни откъси от „Тайната история“ са включени в леко видоизменена форма в монголската хроника от 17 век „Алтан Тобчи“.